# ربيعة مولر
ربيعة مولر حق (1957 - 19 شباط 2024) كانت عالمة إسلامية ألمانية، وعالمة كلام مسلمة، ومعلمة دينية.
كانت رائدة الإسلام في ألمانيا باعتبارها واحدة من أوائل الأئمة الإناث. كانت عالمة دين إسلامية ليبرالية.

## الحياة
ولدت باسم روزيل مولر، وعاشت مع والدتها العزباء وأجدادها. باعتبارها كاثوليكية، التحقت بمدرسة ثانوية كاثوليكية في فاليندار واعتنقت الإسلام بعد تخرجها من المدرسة الثانوية في أواخر السبعينيات.
بعد دراستها للتربية والدراسات الإسلامية (في جامعة كولونيا تحت إشراف عبد الجواد فلاطوري وعلم الأعراق في ألمانيا وكندا وآسيا، نشرت أعمالًا عن الإسلام ومكانة المرأة في الإسلام، والإسلام وذوي الاحتياجات الخاصة، والمسلمين في ألمانيا. وفي معهد التربية والتعليم بين الأديان، صممت الكتب المدرسية للتعليم الديني الإسلامي، وطورت خطة المواد التعليمية ومحتوى المناهج، ووضعت نظريات ومفاهيم تعليمية بين الأديان والثقافات، ودربت المعلمين الدينيين والوسطاء . عملت كممثلة لـ "الإسلام المساوي بين الجنسين" في مركز دراسات المرأة الإسلامية وتقدم المرأة، الذي يقدم المشورة للنساء المسلمات المحتاجات، بما في ذلك ضحايا العنف المنزلي، كما قام بتطوير دورات في مجالات تدريب التأكيد على الذات للفتيات المسلمات وكيفية التعامل مع المسلمين. وعلى خلفية أبحاث النوع الاجتماعي، عملت على التربية الخاصة بالنوع الاجتماعي في الإسلام. كانت مولر مديرًا لمعهد كولونيا للتربية والتثقيف الديني بين الأديان.
توفيت ربيعة مولر في شباط 2024 بعد مرض طويل عن عمر يناهز 67 عامًا. دُفنَت في 22 شباط 2024، بصلاة جنازة إسلامية في مقبرة سودفريدهوف في كولونيا-زولستوك.

## المناصب
ما تُشيد به بشكل خاص في المفهوم الإسلامي لله هو أنه يشترط وجود مؤمن ناضج. ما تُقدّره بشكل خاص في الأخلاق الإسلامية هو مركزية العدالة. تصف نفسها بأنها «مسلمة أوروبية ليبرالية».

وبمناسبة مناقشة الختان التي بدأت في عام 2012، قالت مولر في المؤتمر الكاثوليكي الألماني التاسع والتسعين في عام 2014: "يجب على الأديان أن تقبل الأسئلة، وتتعلم كيفية التعامل معها، وألا تنظر إليها دائمًا على أنها إهانة".

## العضوية
كانت نائبة رئيسة مركز أبحاث وترويج المرأة الإسلامية، ورئيسة مبادرة مؤتمر اللاهوتيات الأوروبيات، والمتحدثة الأولى في منتدى التعليم بين الأديان، وعضو المجلس الاستشاري لمدرسة السلام الدولية، بكولونيا، وعضو في لجنة التعليم الديني الإسلامي، وعضو في المجلس الاستشاري "كرسي دين الإسلام" لمركز الدراسات الدينية بجامعة مونستر، وعضو في المؤتمر العالمي للأديان من أجل السلام، وعضو في اللجنة التحضيرية لجامعة الصيف بين الأديان بقرية لوكم، وعضو في المنتدى المسيحي الإسلامي وعضو مؤسس في اتحاد المسلمين الليبراليين.

## المنشورات

### الكتب
- مع لمياء قدور : Der Islam für Kinder und Erwachsene . دار نشر بيك[الإنجليزية]، ميونيخ، 1. أوفلاج 2012،(ردمك 978-3-406-64016-2) .
- مع لمياء قدور: Der Koran for Kinder und Erwachsene . ج. ح. بيك، ميونيخ، 3. أوفلاج 2010،(ردمك 978-3-406-57222-7) . (Rezension der ersten Auflage 2008 bei Socialnet).
- مع مريم فرينزل: Gesundheit und Krankheit im Islam . هدى – Netzwerk für Islamische Frauen، 2. بون 1999، 4. أوفل 2004(ردمك 3-933872-01-4) .

### التحرير
- مع أسماء برلاس، ناهدة بوزكورت: Der Koran neu gelesen: Feministische Interpretationen. التوثيق. مؤسسة فريدريش إيبرت ، الأكاديمية السياسية – حوار بين الثقافات، بون 2008،(ردمك 978-3-89892-908-0) .
- مع مريم فرينزل حسن: Das islamische Kochbuch. فرينزل حسن، ريماجين 1992،(ردمك 3-928801-00-7) .

### الكتب المدرسية
- (زئبق مع لمياء قدور وهاري هارون بير): سفير 5/6. Religionsbuch für junge مسلمين ومسلمين. مع الصور والرسوم التوضيحية من أولريكي باهل. دار كوسيل للنشر، ميونيخ 2008،(ردمك 978-3-466-50782-5) . (das erste Schulbuch für Islamkunde in deutscher Sprache).
- (زئبق مع لمياء قدور وهاري هارون بير): سفير 5/6. Religionsbuch für junge مسلمين ومسلمين. تعليق المعلم مع الصور والرسوم التوضيحية من أولريكي باهل. كوسيل، ميونيخ 2009.

### المقالات والمحاضرات
- التخلف والاندماج في الإسلام. في: آنيبيل بيثان u. أ. (Hrsg.): Handbuch التكاملية Religionspädagogik – Reflexionen und Impulse für Gesellschaft, Schule und Gemeinde. Veröffentlichung des Comenius-Instituts. جوترسلوه فيرلاجشاوس، جوترسلوه 2002، س. 184-188
- Die Angst der Deutschen vor dem Grundgesetz – Zum Zusammenleben der Kulturen in unserer Gesellschaft. In: Evangelische Frauenhilfe in Deutschland (Hrsg.): Arbeitshilfe zum Weitergeben, Globalisierung aushalten oder gestalten? رقم 3. دوسلدورف 2001، ص 71-75
- Das Eigene und das Fremde oder das Eigene Fremde. في: الإسلام في شولبوخ - توثيق zur Fachtagung "Das Bild des Islam in deutschen Schulbüchern" 3. -5. أبريل 2001، بون. سبور، كانديرن إم شوارزوالد 2001، ص 62-72.
- Islamischer Religionsunterricht – einmal anders. في: Islamischer Religionsunterricht an staatlichen Schulen in Deutschland، Praxis – Konzepte – Perspektiven. التوثيق هو Fachgesprächs. Beauftragte der Bundesregierung für Ausländerfragen, Nr. 8، برلين 2000، ص 88-96.
- Grundgedanken zu einem interreligiösen Unterricht aus islamischer Sicht. Kurzvortrag في der Evangelischen Akademie Mülheim an der Ruhr . IPD، مايو 2000.
- الروحانية والأخلاقيات غير مقبولة. في: يوهانس لينمان (Hrsg.): Spiritualität und Ethische Erziehung – Erbe und Herausforderung der Religionen. Referate und Ergebnisse des Nürnberger Forums 2000. في: Pädagogische Beiträge zur Kulturbegegnung. الفرقة 20. ebv، هامبورغ 2000، ص 322-332.
- الله أكبر– und der Religionsunterricht ein weites Feld. في: منتدى Buntes Deutschland. نوفمبر 1999، ص 33-36.
- Islamischer Religionsunterricht: "Lieb Vaterland..."، أودر كان الإسلام مع ألمانيا zu tun؟ في: Cibedo-Beiträge. 11، 2/3، 1997، ص 67-70.

## روابط خارجية
- ربيعة مولر في WeltOnline، المجلد 13. أبريل 2008
- Rabeya Müller على البث التلفزيوني المباشر (ثلاثة أفلام)
- ربيعة مولر في der Bundeszentrale für politische Bildung
- الحياة الإنجيلية في كولن والمنطقة رقم 23. فبراير 2024: أبسشيد فون ربيعة مولر: نموذج للحوارات بين الأديان، لدوروثي شابر